# (9811) Cavadore
(9811) Cavadore est un astéroïde de la ceinture principale.

## Description
(9811) Cavadore est un astéroïde de la ceinture principale. Il fut découvert le 16 septembre 1998 à Caussols par le projet ODAS. Il présente une orbite caractérisée par un demi-grand axe de 2,27 UA, une excentricité de 0,16 et une inclinaison de 1,5° par rapport à l'écliptique.
Il a été nommé par Alain Maury, pour les travaux et la contribution des travaux dans le domaine du logiciel et des détecteurs en astronomie, de Cyril Cavadore.

## Compléments